# Jüdischer Friedhof (Lom)

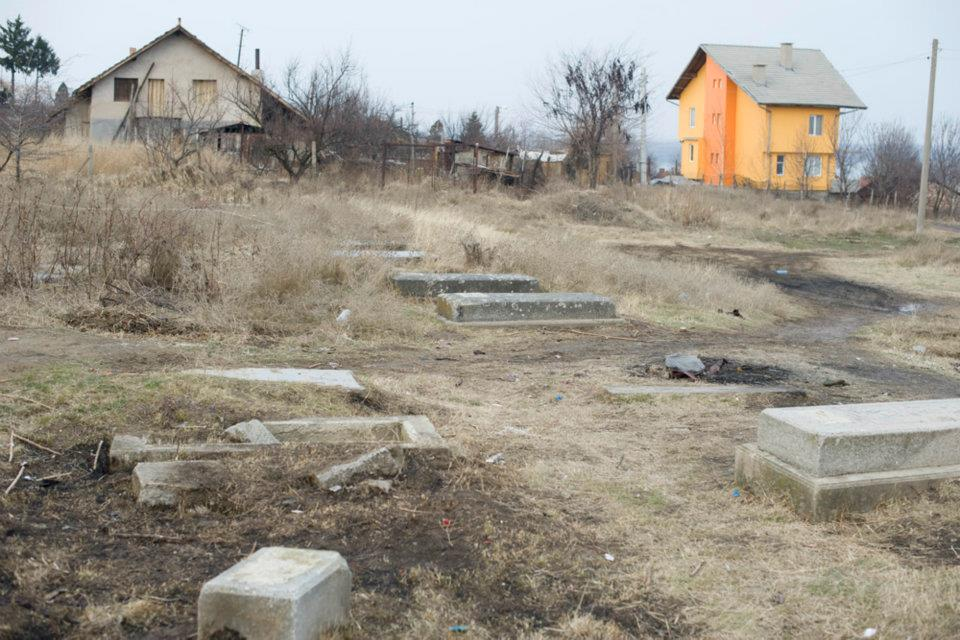
Grabsteine in der Nähe des Fahrwegs, Richtung Norden. Zustand 2011

Der Jüdische Friedhof in Lom ist ein nicht mehr gepflegter jüdischer Friedhof in der Stadt Lom im Nordwesten Bulgariens. Er wurde 1820 gegründet, die letzte Beerdigung fand 1974 statt. 
Ab dem 11. bis 13. Jahrhundert siedelten aschkenasische Juden an mehreren Orten an der unteren Donau. Im 16. Jahrhundert übernahmen die 1492 von der Iberischen Halbinsel vertriebenen sephardischen Juden die führende Rolle in den jüdischen Gemeinden der unter osmanischer Herrschaft stehenden Gebiete des Balkan. Während 1585 im benachbarten, wie Lom an der Donau gelegenen Widin 31 jüdische Haushalte gezählt wurden (umgerechnet 217 Personen), lag die Zahl der Juden beispielsweise weiter flussabwärts in Russe darunter. Lom wird laut Stanford J. Shaw unter anderem zusammen mit Kjustendil, Samokow und Wraza als ein Ort mit einer kleineren jüdischen Gemeinde im 16. Jahrhundert erwähnt. Nach anderen Forschern kamen die ersten Juden um 1800 oder kurz nach dem Krimkrieg (1853–1856) nach Lom, wo sie sich neben dem Wohnviertel der Türken niederließen und überwiegend mit Kleinhandel beschäftigten.

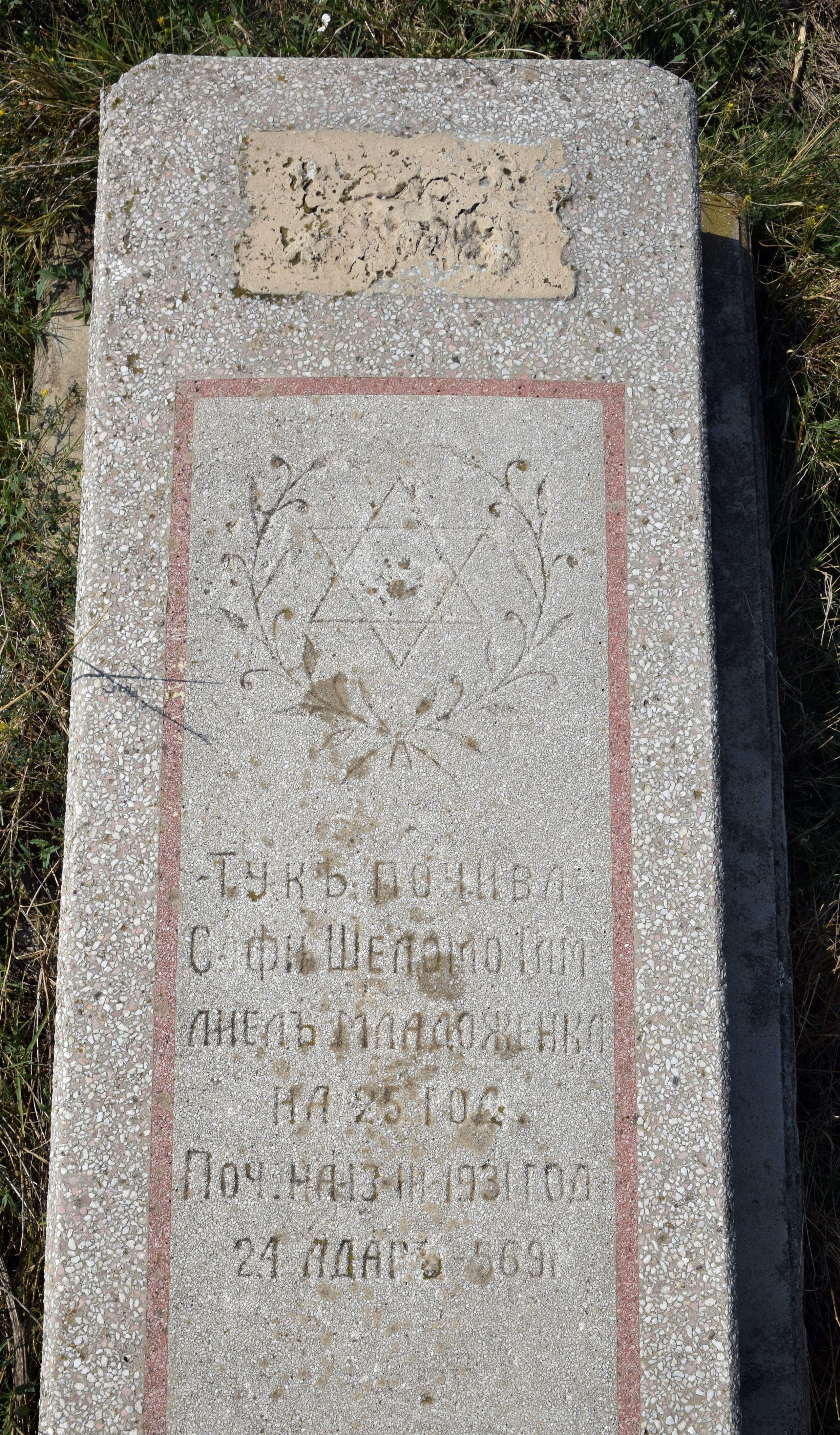
Grabplatte aus Kunststein von 1931 mit bulgarischer Inschrift

Nach dem Zweiten Weltkrieg emigrierten fast 90 Prozent der bulgarischen Juden nach Israel. Um die Jahrtausendwende lebten in Lom noch rund 20 Juden. 

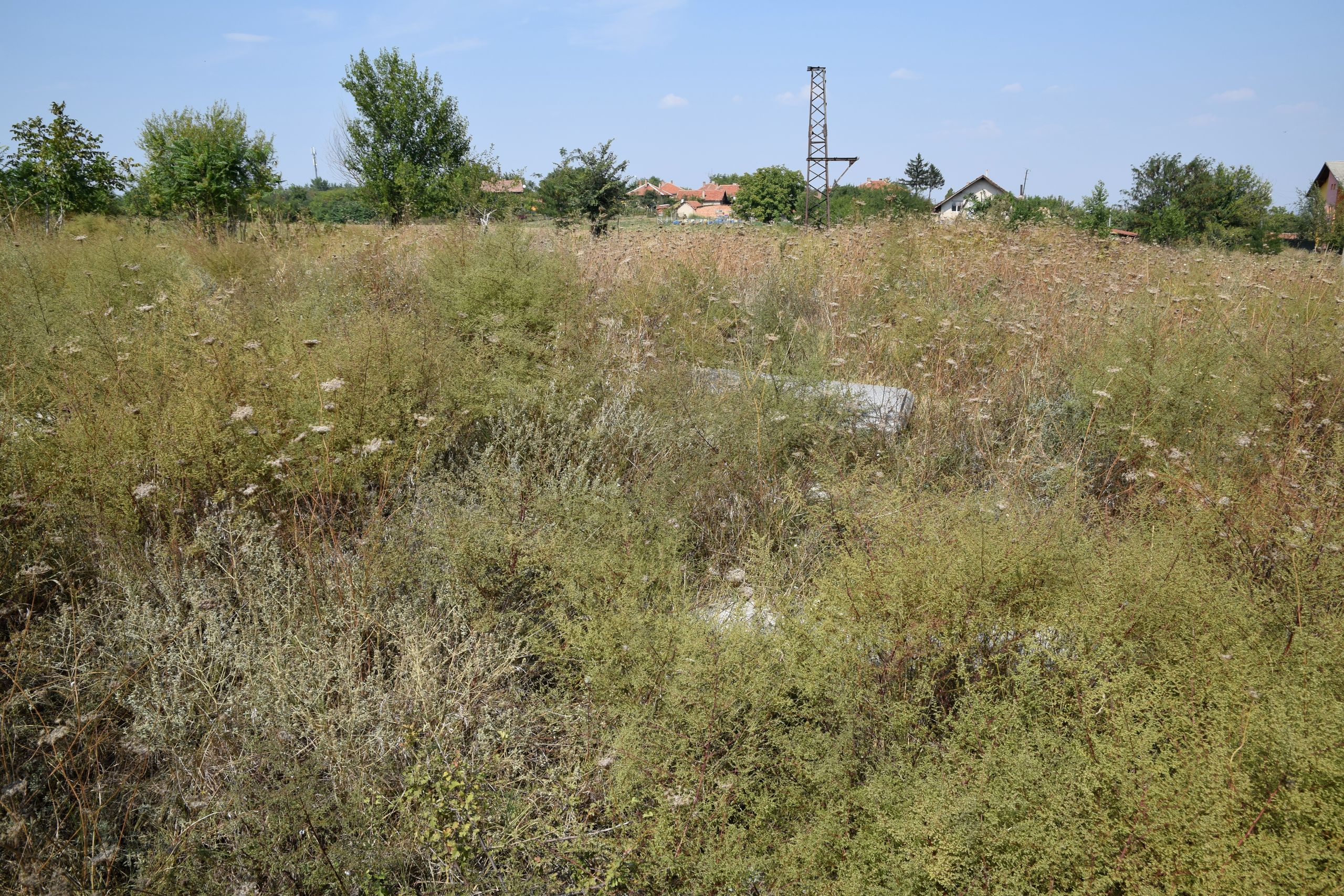
Selbe Stelle und Blickrichtung, 2016

Von einem möglicherweise in Lom existierenden, älteren jüdischen Friedhof sind keine Spuren erhalten. Die vorhandenen jüdischen Grabsteine befinden sich auf einem freien Feld auf einem Hügel am Westrand der Stadt. Der Ort ist von der zentralen, nord-südlich verlaufenden Fußgängerzone, der Zar-Simeon-Straße, entlang der nach Westen auf den Hügel in ein dörfliches Wohngebiet führenden Schipka-Straße zu erreichen. Die Grabsteine liegen an einem Feldweg am Rand einer sich nach Westen ausdehnenden, landwirtschaftlich genutzten Fläche. Sie erinnern an einen der kleineren der 24 bekannten jüdischen Friedhöfe in Bulgarien. Die nächsten Häuser sind 50 bis 100 Meter entfernt. Das Gelände ist im Besitz der Stadtverwaltung.
Eine jüdisch-amerikanische Kommission schätzte bei ihrer Begehung 2001 rund 100 Grabsteine (Mazewa) auf einer Fläche von einem halben Hektar. Deren Zahl ist seither deutlich zurückgegangen, manche Grabsteine sind von Gras überwachsen. Der Friedhof ist nicht eingezäunt und wurde wiederholt geplündert. Eine Erdstraße durchquert das Gelände, das teilweise als wilde Mülldeponie dient. Es gibt wie beim jüdischen Friedhof in Widin keine aufrechtstehenden Grabsteine mehr. Die Grabplatten bestehen aus Granit oder Marmor und tragen Inschriften auf Bulgarisch und Hebräisch.